# Сквер имени Сергея Тюленина (Ростов-на-Дону)
Сквер имени Сергея Тюленина — зеленая городская зона, которая располагается на пересечении улицы Тружеников и проспекта Стачки в городе Ростове-на-Дону. Сквер назван в честь члена штаба организации "Молодая гвардия", Героя Советского Союза Сергея Тюленина.

## История
Осенью 2016 года появилась информация о капитальной реконструкции полузаброшенного сквера имени Сергея Тюленина. В реставрации и восстановлении нуждаются разбитые дорожки, лавочки, осветительная система территории. Многим деревьям необходимо лечение. В сквере планируют обновить зеленые насаждения и высадить около 150 новых деревьев, в том числе ели и разные декоративные кустарники. Будут обустроены пешеходные аллеи, создана детская площадка, фонари и лавочки. На территории сквера должна появиться именная табличка с информацией. Главный вход в сквер будет расположен с проспекта Стачки. Действия по реставрации направлены на то, чтобы сделать сквер хорошим местом для семейного отдыха. На обустройство парка может понадобиться 12 миллионов долларов.
Ширина обновленных пешеходных аллей должна составить 3 метра. Работы по облагораживанию территории должны были завершить до 30 апреля 2017 года.